# Las Caleras
Las Caleras é uma comuna da província de Córdoba, na Argentina.